# Birney (Montana)
Birney es un lugar designado por el censo ubicado en el condado de Rosebud en el estado estadounidense de Montana. En el Censo de 2010 tenía una población de 137 habitantes y una densidad poblacional de 3,5 personas por km².

## Geografía
Birney se encuentra ubicado en las coordenadas 45°24′56″N 106°29′36″O / 45.41556, -106.49333. Según la Oficina del Censo de los Estados Unidos, Birney tiene una superficie total de 39.1 km², de la cual 39.1 km² corresponden a tierra firme y (0%) 0 km² es agua.

## Demografía
Según el censo de 2010, había 137 personas residiendo en Birney. La densidad de población era de 3,5 hab./km². De los 137 habitantes, Birney estaba compuesto por el 0.73% blancos, el 0% eran afroamericanos, el 97.08% eran amerindios, el 0% eran asiáticos, el 0% eran isleños del Pacífico, el 1.46% eran de otras razas y el 0.73% pertenecían a dos o más razas. Del total de la población el 2.19% eran hispanos o latinos de cualquier raza.